# ファザーリー
ファザーリー（al-Fazārī）は、8世紀後半にバグダードで活動した天文学者・占星術師である。最初期のアラビア天文学を代表する学者である（#人物）。インドの天文学的知識をアラビア語に翻訳したことで知られる（#インドの天文学的知識の翻訳）。さらに、アストロラーベをイスラーム圏ではじめて作成した人物ともされる（#アストロラーベの作成）。

## 人物
最初期のアラビア天文学を代表する学者である。しかし、著作がすべて散逸しており、人物像についても不明な点が多い。歴史的資料にはファザーリー本人の名前と、その父系の系譜が記されているが、おそらく正確でない。「ファザーリー」とはナジュドのアラブ部族のひとつ、バヌー・ファザーラとの関係があることを示すニスバである。ここでいう関係とは、ファザーラ部族に属す（血縁関係、名目上の関係を含む）場合や、ファザーラ部族の庇護下にある場合などがある。
ファザーリーの名前が記されている歴史的史料は、イブン・ナディームの『フィフリスト』とイブン・キフティーの『諸学者列伝』である。『フィフリスト』のある個所には、天文学者のファザーリーの詳細な名前を「アブーイスハーク・イブラーヒーム・イブン・ハビーブ・イブン・サムラ・イブン・ジュンダブ・アル＝ファザーリー」と記載している。しかし、別のところでは「ムハンマド・イブン・イブラーヒーム」と記載している。これらの相矛盾する記載が意味するところについて、2016年現在で、専門家の間で合意された解釈は存在しない。同一の人物を指すのかもしれないし、別々の人物（父子？）を指すのかもしれない。
ブロッケルマン、サートンらの古い研究では別々の人物として扱っている。これに対してナッリーノが同一人物ではないかとする仮説を提唱した。ナッリーノによると、アストロラーベの製作、インドの天文学的知識の翻訳といった業績はひとりの人物に帰属し、その名前は「イブラーヒーム・イブン・ハビーブ」であろう（「サムラ・イブン・ジュンダブ・ファザーリー」は誤解により付加されたものであろう）。ブロッケルマン、ケネディー、ピングリー、セズギンはナッリーノの同一人物説を肯定的に評価した。ピングリーは『フィフリスト』の写本伝世の過程で、写し間違いにより「ムハンマド・イブン」の部分が脱漏した可能性を指摘し、この天文学者の名前が「ムハンマド・イブン・イブラーヒーム」であったかもしれないとしている。
ズーターは同一人物説に反論した。ズーターによると、アストロラーベを製作したり、その他の細々とした著作を書いたりしたのは「イブラーヒーム・イブン・ハビーブ」であって、インドの天文学的知識の翻訳に携わったのはその息子の「ムハンマド」のようである。しかし、決め手となる決定的な証拠がないため、仮に親子説を採った場合でも業績のいずれが親子のどちらに属すのかを明確にすることはできなくなってしまっている。
『フィフリスト』には「アブーアブディッラー・ムハンマド・イブン・イブラーヒーム・ハビーブ・イブン・スライマーン・イブン・サムラ・イブン・ジュンダブ・アル＝ファザーリー」という名前の人物が、土占い（ジオマンシー）の権威として記載されている。また「ムハンマド・イブン・イブラーヒーム・アル＝ファザーリー」という奴隷詩人の名前も記載されている。ピングリーによると、『フィフリスト』や『諸学者列伝』などの一次資料自体が、こうした同時代のよく似た人名を扱うことにより混乱しているようである。混乱はさらに、写本の伝世の過程でも生じているかもしれない。
以下では便宜的に、Encyclopaedia Islamica, THREE (2016) や Plofker (2007) の記述にならい、近年支持されている同一人物説に従う。

## 占星術によるバグダード建設の起工日の選定
ヤークートやサファディーによると、ファザーリーは10巻にも及ぶ長さの天文学的あるいは占星術的頌詩を制作している。散逸してしまっているが引用により残っている一部分によると、ファザーリーは、何世代も前からクーファに住んでいたアラブの家系に属するという。天文学者・占星術師としてアッバース朝カリフのマンスールに仕えた。マンスールは新都バグダード建設の起工日として適切な日を、召し抱えていた占星術師に占わせた。ファザーリーもナウバフト、マーシャーアッラー、ウマル・イブン・ファッルハーン・タバリーらとともに、起工日の選定にある程度関わった。ホロスコープを用いた占星術により、起工日はヒジュラ暦145年ジュマーダー1月3日（ユリウス暦762年7月30日）と決められた。

## アストロラーベの作成
イブン・ナディームによると、ファザーリーは、アストロラーベ（観象儀）をイスラーム圏ではじめて作成した人物とのことである。平面型のアストロラーベのみならず、立体型のアストロラーベの作成も、ファザーリーがはじめて行ったという。イブン・ナディームによると、アストロラーベの使用法についての著作、アーミラリー球儀（渾天儀）の使用法についての著作もあったという。イブン・キフティーによると、さらに日時計（グノモン）に関する著作もあったという。
また、ファザーリーは一種の秤も発明したされている。彼の名前をとって「ファザーリーの秤」と呼ばれるその秤は、四面に数表、日時計、2種類のグラフが配設された平行六面体状の観測器具である。

## インドの天文学的知識の翻訳
イブン・ナディームによると、「シッダーンタ」と呼ばれる、インドの天文学に関する知識をまとめた韻文形式のテキストは、外交使節とともにマンスールの宮廷にもたらされ、カリフの命によりファザーリーがそれをアラビア語に翻訳し、9世紀前半に活動した天文学者ムハンマド・イブン・ムーサー・フワーリズミーにより抜粋版が作られたという。このストーリーはよく知られているものの、実際のインドの天文学的知識のイスラーム世界への伝播はもう少し複雑だったと考えられている。矢島祐利によると、イブン・ナディームの主著『フィフリスト』は自然科学系の学問に関しては少し弱いところがある。
10世紀前半に活動した天文学者イブン・アーダミーによると、ヒジュラ暦154年あるいは156年のいずれかの年（ユリウス暦770年-773年ごろ）にインドからの外交使節団がバグダードに来訪したが、そのうちの一人が天文学者であって、その者がサンスクリットで書かれたインドの天文学書をもたらしたという。そしてマンスールはその書のアラビア語への翻訳をファザーリーに命じたという。このような経緯で作られたアラビア語翻訳が al-Sindhind al-Kabīr であるとされる。
他方で、12世紀アンダルスのユダヤ人アブラハム・イブン・エズラのヘブライ語天文書によると、サッファーフがインドから呼び寄せた天文学者カンカフが、ユダヤ人の通訳にインドの天文学を口授し、それをヤアクーブ・イブン・ターリクが筆記したものが、のちにフワーリズミーにより編集されるシッダーンタであるという。また、10世紀後半から11世紀の学者ビールーニーは、ファザーリーだけでなく、ヤアクーブ・イブン・ターリクもインドの学者からインドの天文学の教授を受けて、そのアラビア語翻訳が作られたと主張している。「シッダーンタ」のアラビア語翻訳については、資料に限界があるため、どの程度までがファザーリーの貢献であり、またヤアクーブ・イブン・ターリクの貢献であるかを判断するのは難しい。なお、サートンは、マンスールが翻訳を命じた天文学書と、ビールーニーが述べている天文学書とが同じものであるとは限らないとも述べている。
『大シンドヒンド』 al-Sindhind al-Kabīr は「ズィージュ（zīj）」と呼ばれる形式の天文表である。原著は写本も含めて現存していないが、ビールーニーらによる引用に基づいて、ある程度の内容が再建可能である。
『大シンドヒンド』は、地球を中心とする同心天球モデルに基づいている。天地創造の時点で、すべての惑星が白羊宮0度の位置に重なっている。しかもそのとき、それぞれが遠点（ここでは周転円上における最遠点）上にあり、交点上にもある。創造後、惑星はおのおの固有の運動を開始する。1劫（kalpa, 43億2千万年）ののちに、すべての惑星がまた同じ位置に戻り、世界の終末を迎える。
ファザーリーは『大シンドヒンド』につづいて、2つめのズィージュ、『アラブの暦に対応させたズィージュ』 Zīj ‘alā sinī al-‘Arab を制作した。各天体の公転周期を計算により求め、60進数で表現している。また、各天体の運動を表で示し、天文現象の起こる年月日をイスラーム暦にも対応させている。
ファザーリーの制作したズィージュに記載された数値からわかることとしては、インドの天文学知がそのまま移入されたのではない、ということである。土星、木星、水星の公転軌道の中心の補正値や、すべての惑星の変則的な運動に対する補正値は、サーサーン朝ペルシアの遺産である『シャーのズィージュ』 Zīj al-Shāh のものを使用している。

## 註釈
1. ↑  Abū Isḥāq Ibrāhīm b. Ḥabīb b. Samura b. Jundab al-Fazārī
2. ↑  Muḥammad b. Ibrāhīm
3. ↑  Samura b. Jundab al-Fazārī はウフド戦役にも参加した比較的有名なサハーバの名前。
4. ↑  『イスラーム百科事典第3版』[1]。
5. ↑  五惑星や太陽、月といった天体の天球上の緯度、経度を求めることができるようなデータを記録した天文表である(EI3_al-Fazārī)。